# Laurent Jalabert
Laurent Jalabert (Mazamet, França, 30 de novembro de 1968), apelidado Jaja, é um ex-ciclista francês, vencedor da Vuelta a España em 1995 e do Campeonato do Mundo contra relógio em 1997.
É considerado um dos melhores ciclistas da história da modalidade.
Destacava-se pela sua facilidade em vencer, companheirismo, humildade e regularidade em todos os terrenos.

## Biografia
Iniciou-se como profissional em 1989 na equipa francesa Toshiba, onde se destacou como sprinter e capacidade para vencer provas de um dia tendo obtido um segundo lugar Taça do Mundo de 1991.
Em 1992 Manolo Saiz contratou-o para a sua equipa ONCE, tendo no seu primeiro ano ficado em segundo lugar no campeonato do Mundo de estrada (atrás de Gianni Bugno) e vencido  classificação da regularidade do Tour, entre outras vitórias. No ano seguinte continuou a sua excelente evolução tendo obtido 18 triunfos, entre eles duas etapas na Vuelta.
Nesta mesma prova em 1994 arrasou vencendo sete etapas, mas foi durante o Tour de França deste ano que uma grave queda lhe ía arruinando a carreira, quando um fotógrafo pôs-se na frente do ciclista e este não teve tempo de se desviar. Jalabert sofreu inúmeras lesões para além de ter perdido grande parte da sua dentadura.
Pensando-se que a queda iria pôr a sua carreira em risco, o ano seguinte encarregou-se de provar o contrário. 30 vitórias mostram que a sua carreira saíu fortalecida com aquele quase trágico acidente. Foi do ponto de vista desportivo provavelmente o seu melhor ano de sempre. Neste ano venceu entre outras provas a Vuelta (mais cinco etapas, classificação por pontos e classificação do prémio da montanha) a París-Nice, Fleche Wallonne e a camisola verde do Tour.
A partir deste ano passou a granjear de uma inigualável fama e respeito no mundo velocipédico tendo vencido em 1997 o Campeonato do mundo de contra relógio individual tendo ainda vencido o campeonato francês de estrada.
Em 2001 rompeu a ligação que o uníu à equipa de Manolo Saiz nos anteriores nove anos e juntou-se à recém criada CSC, equipa do ex-ciclista dinamarquês Bjarne Riis onde correu mais duas épocas antes de terminar a sua carreira, depois de ter ganho ainda por duas vezes o prémio da montanha no Tour e inúmeras vitórias em provas de pequena expressão.
Retirou-se definitivamente no final de 2002, com 176 vitórias como profissional.

## Depois da retirada
Depois de se retirar do ativo passou a dedicar-se a negócios ligados ao ciclismo e a fazer comentários para a TV francesa.

## Palmarés nas grandes provas
- Tour de França:
  -  Classificação por pontos (1992, 1995)
  -  Classificação da montanha (2001, 2002)
  - 4 etapas
- Giro de Italia:
  -  Classificação por pontos (1999)
  - 3 etapas
- Vuelta a España:
  -  Classificação geral (1995)
  - Classificação por pontos (1994, 1995, 1996, 1997)
  - Classificação da montanha (1995)
  - 20 etapas
- Campeonato do Mundo:
  - Prova de fundo de estrada: Medalha de prata (1992)
  -  Prova contra relógio: Medalha de ouro (1997)

## Palmarés completo
| Ano 1989 - Toshiba - Geral do Tour d'Armorique e 1 etapa. - 1 etapa do Tour de Limousin. Ano 1990 - Toshiba - Geral da Paris-Bourges e 1 etapa. - 1 etapa do Criterium de Burdeos. - 1 etapa do Circuito de la Sarthe. Ano 1991 - Toshiba - 1 etapa nos Quatro dias de Dunkerque. - 1º no Criterium Ales. Ano 1992 - ONCE - Regularidade do Tour de França e 1 etapa. - 3 etapas da Volta a Cataluña. - 3 etapas da Volta a Burgos. - 1 etapa da Bicicleta Basca. - 1º no Criterium de Lisieux. Ano 1993 - ONCE - 2 etapas da Volta a Espanha. - Geral do Challenge de Maiorca e 2 etapas. - Geral da Volta a La Rioja e 2 etapas. - 2 etapas da Volta a Cataluña. - 1 etapa da Volta a Valencia. - 1 etapa do París-Nice. - 1 etapa da Volta às Asturias. - 1 etapa do Troféu Castilha e León. - 1 etapa da Volta a Galiza. - 1º no Troféu Luis Puig. - 1º na Clássica de Alcobendas. - 1º no Criterium de Toulouse. Ano 1994 - ONCE - Regularidade da Volta a Espanha e 7 etapas. - Regularidade da Volta a La Rioja. - 1 etapa da Vuelta ao País Basco. - 1 etapa da Midi Libre. - 1 etapa da Volta a Cataluña. - 1º no Criterium de Saran. Ano 1995 - ONCE - Regularidade do Tour de França e 1 etapa. - Geral da Volta a Espanha, montanha, regularidade e 5 etapas. - Geral do París-Nice e 1 etapa. - Geral da Volta a Cataluña, regularidade e 2 etapas. - Geral do Critérium Internacional, montanha e 2 etapas. - Regularidade da Volta a Valencia e 1 etapa. - 1 etapa do Challenge a Mallorca. - 1 etapa da Volta a Galiza. - 1 etapa do Midi Libre. - 1º na Milán-San Remo. - 1º no G.P. Primavera. - 1º na Fleche Wallonne. - 1º no Week-End Ardenais. - 1º no Criterium de Calais. - 1º no Criterium de Camors. - 1º no Criterium de Chateaulin. - 1º no Criterium de Toulouse. - 1º no Criterium Internacional Contra la Droga. - 1º no Criterium de Alcobendas. - 1º no Ranking Mundial da UCI 95. Ano 1996 - ONCE - Regularidade da Volta a Espanha e 2 etapas. - Geral da Volta a Valencia e 1 etapa. - Geral do París-Nice e 1 etapa. - Geral do Midi Libre e 2 etapas. - Geral da Route du Sud. - 1 etapa da Volta ao País Basco. - 1º na Clásica Haribo. - 1º na Clássica dos Alpes. - 1º no Criterium de Aix en Provence. - 1º no Ranking Mundial da UCI 96 | Ano 1997 - ONCE - Campeão do Mundo de contra relógio. - Regularidade da Volta a Espanha e 2 etapas. - Geral do París-Nice e 2 etapas. - Geral da Volta a Burgos e 1 etapa. - Geral do Challenge de Maiorca 1 etapa. - Geral da Subida a Montjuic e 2 etapas. - 2 etapas da Volta ao País Basco. - 1 etapa do Troféuo Castilha e León. - 1º no Giro da Lombardía. - 1º na Fleche Wallonne. - 1º na Milão-Turim. - 1º na Route Adélie. - 1º no Criterium de Callac. - 1º no Criterium de Carcassonne. - 1º no Criterium de Chateaulin. - 1º no Ranking Mundial da UCI 97. Ano 1998 - ONCE - Campeão de França en estrada. - Geral da Volta às Asturias e 2 etapas. - 3 etapas da Volta a Suiça. - 2 etapas da Volta ao País Basco. - 2 etapas da Bicicleta Basca. - 1º na Clássica dos Alpes. - 1º no Tour de Haut-Var. Ano 1999 - ONCE-Deutsche Bank - Regularidade no Giro de Italia e 3 etapas. - Geral da Semana Catalã e 1 etapa. - Geral da Volta ao País Basco e 2 etapas. - Geral do Tour da Romandía e 3 etapas. - 1 etapa da Volta a Suiça. - 1º na Clásica de Ordizia. - 1º na Classificação UCI 99. Ano 2000 - ONCE-Deutsche Bank - Geral da Semana Catalã 1 etapa. - Geral da Tour del Mediterráneo e 1 etapa. - 1 etapa do Tirreno-Adriático. - 1 etapa do Dauphiné Libéré. - 1 etapa da Volta ao País Basco. - 1º no Criterium de Monein. - 1º no Criterium de Arras. - 1º no Criterium de Luxemburgo. - 1º no Criterium de Poitiers. Ano 2001 - CSC-World Online - Montanha no Tour de França e 2 etapas. - 1º na Clássica de San Sebastián. - 1º no Criterium de Camors. - 1º no Criterium de PolyNormande. - 1º no Criterium de Roosendaal. - 1º no Criterium de Castillon-la-Bataille. - 1º no Criterium de Vayrac. - 1º no Criterium de Châteauroux. Ano 2002 - CSC-Tiscali - Montanha do Tour de França. - 1 etapa do París-Nice. - 1º na Clásica de San Sebastián. - 1º no Tour de Haut-Var. - 1º no G.P. Aarhus. - 1º na Copa Agostoni. - 1º no Girard Trophy. - 1º no Criterium de Marcoles. - 1º no Criterium de Lusignan. - 1º no Criterium de Lisieux. - 1º no Criterium de Châteauroux. - 1º no Criterium de Vergt. - 1º no Criterium de Pau. - 1º no Criterium de Montmarault. - 1º no Criterium de Toulouse. - 1º no Criterium de Luxemburgo. |